# Thomas Ruster
Thomas Ruster (* 16. Dezember 1955 in Köln) ist ein deutscher emeritierter Professor für römisch-katholische Theologe an der TU Dortmund. Seine Schwerpunkte sind Dogmatik und Systematische Theologie.

## Leben
Ruster studierte Katholische Theologie in Bonn und Paris (1974–1979) und wurde im Jahr 1983 mit der Dissertation „Sakramentales Verstehen. Ein Beitrag zum theologischen Wahrheitsverständnis und zugleich ein Gespräch mit Eugen Biser und Ernst Fuchs“ promoviert. Die Habilitation erfolgte 1994 im Fach Fundamentaltheologie („Die verlorene Nützlichkeit der Religion. Über die Begegnung von Katholizismus und Moderne in der Theologie der Weimarer Republik“). Seit 1995 war Thomas Ruster Hochschullehrer für „Theologie und ihre Didaktik mit dem Schwerpunkt Systematische Theologie/Dogmatik“ an der TU Dortmund. Am 11. November 2021 hielt Ruster seine Abschiedsvorlesung mit dem Titel „Wozu noch Theologie?“ an der TU Dortmund  und wurde in den Ruhestand verabschiedet.

## Sonstiges
Thomas Ruster ist Mitglied des Initiativkreises „9,5 Thesen“, der sich für die Etablierung eines an christlichen Werten orientierten Wirtschaftssystems einsetzt.

## Publikationen (Auswahl)
- Der verwechselbare Gott. Theologie nach der Entflechtung von Christentum und Religion (= Quaestiones disputatae. QD. 181). Herder, Freiburg (Breisgau) 2000, ISBN 3-451-02181-1 (7. Auflage. ebenda 2004).
- Von Menschen, Mächten und Gewalten. Eine Himmelslehre. Matthias-Grünewald-Verlag, Mainz 2005, ISBN 978-3-7867-2570-1.
- Wandlung. Ein Traktat über Eucharistie und Ökonomie. Matthias-Grünewald-Verlag, Mainz 2006, ISBN 3-7867-2602-7 (2. Auflage. Matthias-Grünewald-Verlag, Ostfildern 2009, ISBN 978-3-7867-2602-9).
- Markion, ein radikaler Pauliner: sein Irrtum und seine Wahrheit. In: Norbert Kleyboldt (Hrsg.): Paulus. Identität und Universalität des Evangeliums. Dialog-Verlag, Münster 2009, ISBN 978-3-941462-12-0, S. 105–122.
- Die neue Engelreligion. Lichtgestalten – dunkle Mächte. Butzon & Bercker, Kevelaer 2010, ISBN 978-3-7666-1356-1.
- Glauben macht den Unterschied. Das Credo. Kösel, München 2010, ISBN 978-3-466-36891-4.
- mit Simone Horstmann und Gregor Taxacher: Alles, was atmet. Eine Theologie der Tiere. Pustet, Regensburg 2018, ISBN 978-3-7917-3002-8.
- Balance of powers. Für eine neue Gestalt des kirchlichen Amtes. Regensburg 2019.